# شركة الجزيرة تكافل تعاوني
شركة الجزيرة تكافل تعاوني («الجزيرة تكافل») شركة مساهمة سعودية عامة، برأس مال قدره 550 مليون ريال سعودي، تمارس الشركة أنشطة التأمين في مجال التأمين العام والتأمين الصحي وتأمين الحماية والادخار. يقع المقر الرئيس للشركة في مدينة جدة، ولديها فروع رئيسة في مختلف مدن المملكة.

## التاريخ
تأسست بموجب قرار مجلس الوزراء رقم (137) الصادر بتاريخ 27-04-1431هـ الموافق 04-12-2010م، والمرسوم الملكي رقم (م/23) الصادر بتاريخ 28-04-1431هـ الموافق 13-04-2010م، القاضي بالموافقة على تأسيس الشركة وفقاً لنظام الشركات الصادر بالمرسوم الملكي (م/6) وتاريخ 22-03-1385 هـ ولنظام مراقبة شركات التأمين التعاوني الصادر بالمرسوم الملكي رقم (32) وتاريخ 02-06-1424هـ ولائحته التنفيذية الصادرة بموجب القرار الوزاري رقم 1/596 وتاريخ 01-03-1425هـ.

## الاكتتاب العام
طرحت الشركة (10,500,000) سهماً للاكتتاب العام تمثل (30%) من أسهم شركة الجزيرة تكافل تعاوني بسعر (10) ريالات للسهم الواحد خلال الفترة من الموافق 13-05-2013م(03-07-1434هـ) إلى 19-05-2013م (09-07-1434هـ).

## اندماج
في يوم الثلاثاء 13-06-1442هـ الموافق 26-01-2021، وافق مجلس إدارة شركة سوليدرتي السعودية للتكافل، على العرض المقدم من شركة الجزيرة تكافل تعاوني («الجزيرة تكافل») لغرض دمج شركة سوليدرتي تكافل في شركة الجزيرة تكافل، من خلال إصدار 12,066,403 سهم جديد في شركة الجزيرة تكافل مقابل كامل أسهم رأس مال شركة سوليدرتي تكافل، وانقضاء شركة سوليدرتي تكافل نتيجة لذلك، وذلك وفقاً للمتطلبات النظامية ذات الصلة وشروط وأحكام اتفاقية الاندماج المبرمة بين شركة الجزيرة تكافل وشركة سوليدرتي تكافل بتاريخ 04-01-1442هـ (الموافق 23-08-2020م).

## ملف الأسهم
كما في 1 ديسمبر 2021:
| رأس المال المصرح به (ريال سعودي) | عدد الأسهم المصدرة | رأس المال المدفوع (ريال سعودي) | القيمة الاسمية للسهم | القيمة المدفوعة للسهم |
| -------------------------------- | ------------------ | ------------------------------ | -------------------- | --------------------- |
| 550,000,000                      | 55,000,000         | 550,000,000                    | 10                   | 10                    |

تغيرات في راس المال
| التاريخ    | نوع الإصدار | رأس المال الجديد | رأس المال السابق | ملاحظات |
| ---------- | ----------- | ---------------- | ---------------- | --- |
| 2010       | تأسيس       | 350,000,000      | 0                | رأس مال الشركة عند التأسيس |
| 2021-02-26 | اندماج      | 470,664,030      | 350,000,000      | اندماج مع شركة سوليدرتي السعودية للتكافل |
| 2021-11-30 | منحة اسهم   | 550,000,000      | 470,664,030      | زيادة رأس المال عن طريق منح (0.1686) سهم مقابل كل 1 سهم مملوك (1 سهم لكل 6 أسهم تقريباً). من خلال رسملة مبلغ 79,335,970 ريال من الألرباح المبقاة. |